# Немировський Олександр Аркадійович
Олександр Аркадійович Немировський (псевдоніми в Інтернеті Могултай, Mogultaj, Віраде, Wirade, Wiradhe, Wyradhe, нар. 14 червня 1968, Москва, РРФСР) — російський історик, сходознавець, поет. Фахівець з історії стародавнього Близького Сходу, північно-заходу Передньої Азії (Анатолії, Верхньої Месопотамії і Східного Середземномор'я). Значну частину своїх досліджень і літературної творчості публікує на власному сайті «Уділ Могултая» і на двох особистих блогах в Живому журналі.